# 踊るカップル
『踊るカップル』（おどるカップル、英: The Dancing Couple）は、オランダ黄金時代の画家ヤン・ステーンが1663年にキャンバス上に油彩で制作した絵画である。中央に踊るカップルのいる騒々しいパーティーの情景を描いている。本作は、1939年、レンブラントの『風車』、『十字架降下』、フランス・ハルスの『紳士の肖像』などの膨大な作品とともに、著名な美術収集家であったジョゼフ・E・ワイドナーにより、ワシントンのナショナル・ギャラリーに寄贈された。

## 背景
ステーンの絵画は、同時代の文学や大衆演劇の洗練された使用が特徴であるが、しばしばイタリアのコンメディア・デッラルテと、画家の生地オランダの「レデレイケルスカメルス」（rederijkerskamers = 「修辞学者の間」の意味）の登場人物を用いている。ステーンは17世紀オランダで最も多彩にして多作の画家であったが、ビール醸造者にして宿屋の主という彼の他の職業には、適していなかったようである。というのは、伝わるところによれば、ステーンは所有していた酒を飲みすぎ、稼いだ以上の金を使ってしまったからである。ステーンの絵画に見られる混沌と陽気な雰囲気は、無秩序の家のことを指して、「ヤン・ステーンのように家庭を仕切る」というオランダ語の表現を生んだ。

## 作品
本作で、ヤン・ステーンは非常に祝祭的な状況を描いている。場面は「ケルミス」、すなわち地元の村祭りで、 オランダの美術で多くの象徴的要素を持ち、ピーテル・ブリューゲルの作品でも人気があった伝統的なものである。
本作には五感のすべてが表されている。2人の音楽家が踊っているカップルのために音楽を奏で、ブドウの蔓のあるあずまやにいる他の人々は戯れ、食べ、飲み、タバコを吸っており、子供たちはおもちゃで遊んでいる。画面左側で洒落たグラスからワインを飲んでいる女性の顎を撫でて、ニヤニヤしている右隣の人物はステーンその人である。場には明らかな軽薄さがあるが、鑑賞者に感覚的快楽の儚さについて警告するために、ステーンは切られた花、壊れた卵の殻、シャボン玉などの象徴的要素を用いている。